# Kanton Nîmes-3
Kanton Nîmes-3 (francouzsky Canton de Nîmes-3) je francouzský kanton v departementu Gard v regionu Languedoc-Roussillon. Tvoří ho část města Nîmes a zahrnuje městské čtvrti Grézan, Pont de Justice, Chemin Bas d'Avignon, Mas de Possac, Les Oliviers, Les Amoureux, Mas de Ville, Haute-Magaille a Le Clos d'Orville.